# Geoffrey Wawro
Geoffrey Wawro (* 1960) ist ein US-amerikanischer Militärhistoriker.
Wawro studierte an der Brown University in Providence, Rhode Island und erwarb einen Ph.D. in Modern History von der Yale University in New Haven, Connecticut. Außerdem war er Fulbright Scholar an der Universität Wien. Von 2000 bis 2005 war er Professor of Strategic Studies am Naval War College in Newport, Rhode Island. 2005 wurde er Professor of History und Leiter des Military History Center an der University of North Texas in Denton, Texas. Von 2000 bis 2009 war er außerdem für den History Channel tätig.
Gemeinsam mit Hew Strachan ist er Mitherausgeber der Reihe Cambridge Military Histories. Er veröffentlichte in überregionalen Zeitungen/Zeitschriften und wissenschaftlichen Fachzeitschriften und ist Autor mehrerer militärhistorischer Werke.
Er erhielt 1996 den Moncado Prize der Society for Military History (für seinen Journal of Military History-Artikel  „An ‚Army of Pigs‘. The Technical, Social and Political Bases of Austrian Shock Tactics, 1859-1866“).

## Schriften
- The Austro-Prussian War (1996)
- Warfare and Society in Europe, 1792–1914 (2000)
- The Franco-Prussian War (2003)
- Quicksand: America’s Pursuit of Power in the Middle East (2010)
- A Mad Catastrophe: The Outbreak of World War I and the Collapse of the Habsburg Empire (2014)